# DFS Weihe
DFS Weihe ("Kärrhök") var ett segelflygplan som konstruerades av Hans Jacobs vid Deutsches Forschungsinstitut für Segelflug (DFS) 1938 och blev ett av standardflygplanen för avancerad flygutbildning och tävlingsflygning i hela Europa. 

## Konstruktion
Flygplanets prestanda var mycket bra jämfört med andra segelflygplan från den tiden, och användes vid tävlingar till långt in på 1960-talet.
Flygplanet är ett ensitsigt, högvingat fribärande monoplan tillverkat av trä och duk. Eftersom flygplanet saknar hjulställ används en dolly som lämnar flygplanet när markkontakten upphör, landningen sker på flygplanets inbyggda skida. Bakom förarplatsen finns ett bagagerum med plats för en 40 liters ballasttank samt tre syrgastuber.  Tack vare att flygplanet var tillverkat med snabbkopplingar kunde flygplanet monteras isär och ihop på kort tid. Detta är värdefullt vid tävlingar då piloten ofta tvingas landa på andra fält än startfältet. Glidtalet för flygplanet är 1:29.

## Tillverkning
Flygplanet tillverkades först av DFS men Hans Jacobs startade en egen fabrik strax före andra världskriget. 
Licensrättigheter såldes till Spanien, Sverige och Jugoslavien. Efter kriget startade Focke-Wulf tillverkning av en vidareutvecklad modell känd under namnet Weihe 50.
I Sverige innehades licensen för tillverkning av flygplanet av AB Flygplan i Norrköping men licensen för 25 flygplan överläts till AB Flygindustri (AFI) i Halmstad som tillverkade flygplanet åt Flygvapnet där det benämndes Se 104.
Efter andra världskriget överfördes minst två flygplan till England för utvärdering och forskningsändamål. Ett av flygplanen flögs ut med en Douglas DC-3 och för att få plats i lastrummet delades vingarna på mitten.

## Se 104 Weihe
Flygmaterielförvaltningen beställde 1942 23 segelflygplan av typen DFS Weihe från AB Flygindustri (AFI) i Halmstad. 19 segelflygplan levererades mellan augusti och december 1943 till olika flottiljer, medan resterande av de beställda flygplanen överfördes till KSAK som ett stöd i utbildningen av flygintresserad ungdom. Många piloter i Flygvapnet satte rekord med flygplanstypen. Den dåvarande löjtnanten Per-Axel Persson  vid F 5 Ljungbyhed satte vid SM i Örebro 1947 världsrekord i höjdvinst genom att stiga med 8 050 m från urkopplingspunkten. Noteringen godkändes av FAI och stod sig fram till 1950.  Till det första världsmästerskapet i segelflyg i Samedan i Schweiz 1948 sände Sverige två deltagare. Per-Axel Persson belade förstaplatsen med en Se 104 och blev därmed den förste världsmästaren i segelflyg.
En av Flygvapnets Se 104 Weihe finns bevarad vid Flygvapenmuseum i Linköping.

## VM i segelflyg
På sista dagen av SM i segelflygning på Ålleberg 3 juli 1943 flög Stig Fägerblad med en svenskbyggd DFS Weihe till Ystad och satte nytt distansrekord, ca 300 kilometer, med flygtiden 7 timmar och 35 minuter.

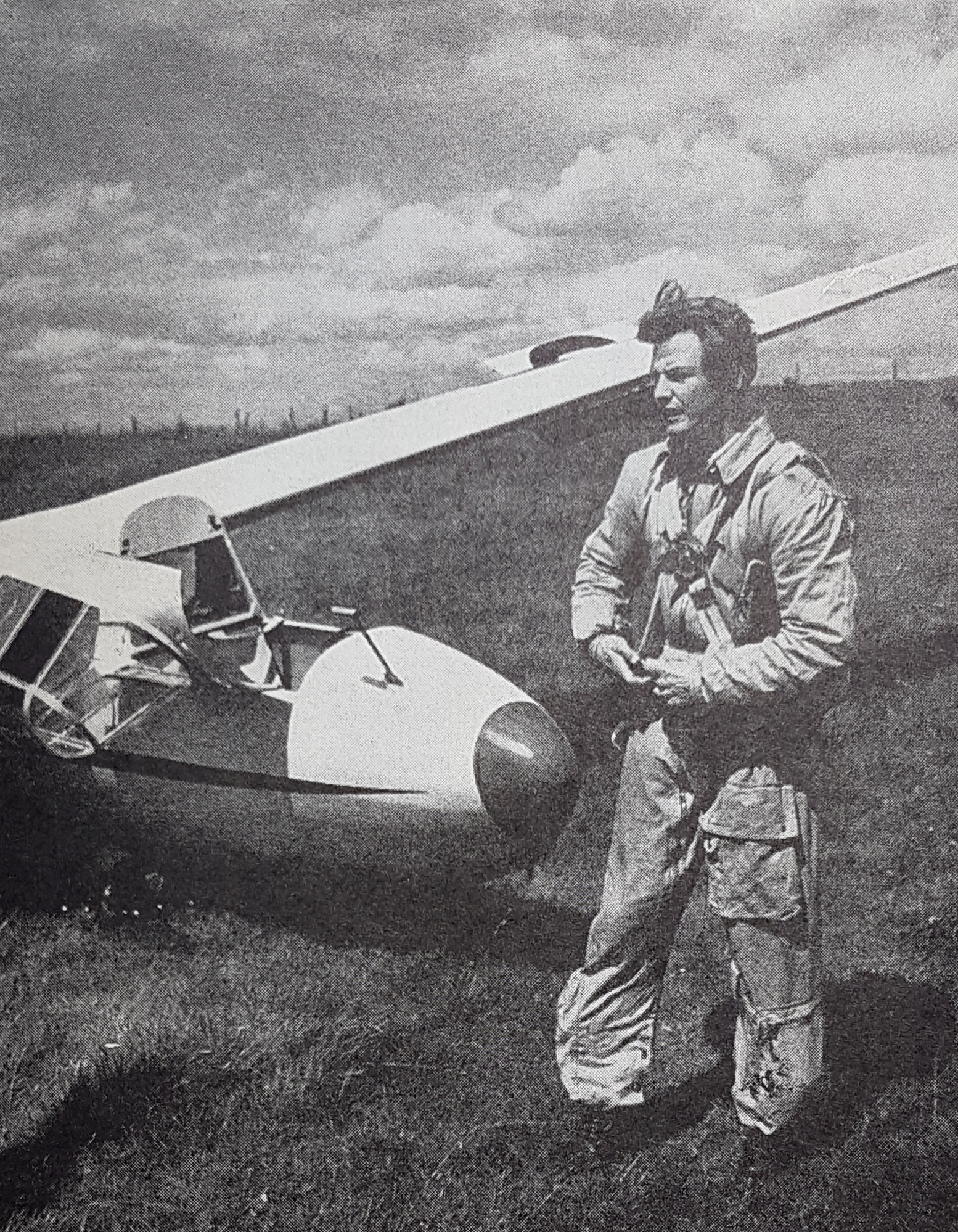
Billy Nilsson vid sin DFS Weihe

1950 kontaktade den kände amerikanske segelflygaren Paul McCready Kockums Flygindustri i Malmö och ville köpa en Weihe för att delta i VM i segelflyg i Örebro samma år. Ett flygplan tillverkades av delar som legat på lager. Flygplanet blev klart och provflögs den 22 juni 1950. Vid VM-tävlingarna blev Paul MacCready tvåa efter ha flugit jämnt ända fram till sista dagen med den segrande piloten Billy Nilsson från F 6 Karlsborg.

## Övrigt
På Frimärkets Dag, den 6 oktober 2001, gav Postverket ut ett frimärke med segel-flygplanet DFS Weihe